# John Rolfe
John Rolfe (1585 - 1622) va ser un dels primers colons anglesos a Amèrica del Nord. Es considera que va ser un dels primers a conrear-hi tabac amb èxit comercial a la Colònia de Virgínia i és el marit de Pocahontas, filla del cap amerindi de la Confederació Powhatan.

## Orígens
Rolfe nasqué a Heacham, Norfolk, Anglaterra, fill de John Rolfe i Dorothea Mason, va ser batejat el 6 de maig de 1585. El 1611, Rolfe se sap que ja comercialitava tabac de Virgínia al qual va donar el nom comercial d'Orinoco. possiblement en honor de l'expedició al riu Orinoco de cap a 1580 feta per Sir Walter Raleigh cercant el llegendari El Dorado.

## Pocahontas

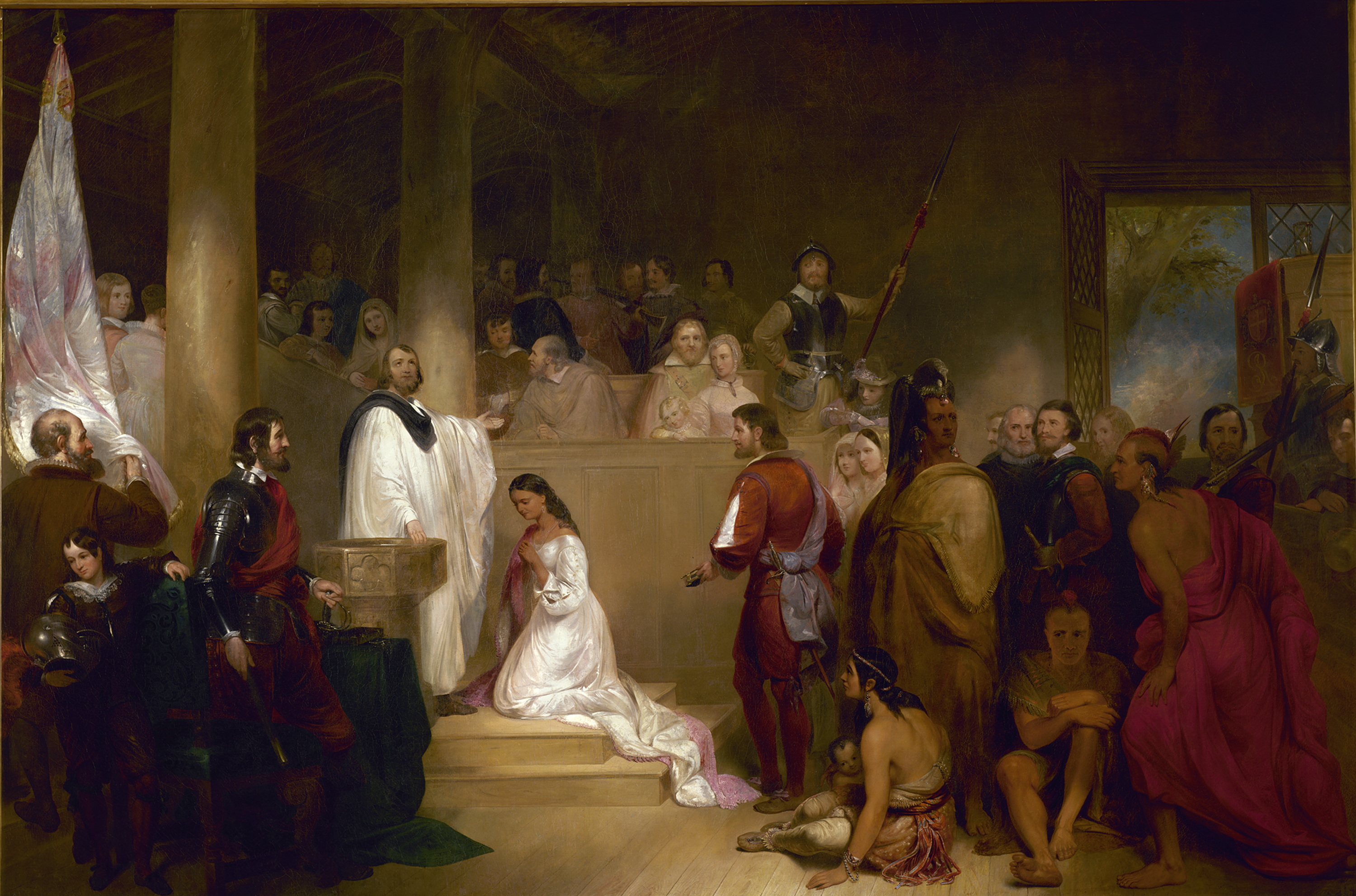
Rolfe darrera Pocahontas) per John Gadsby Chapman (1840)

Rolfe es va casar amb Pocahontas el 5 d'abril de 1614. Pocahontas (batejada com Rebecca) i Rolfe viatjaren a Anglaterra l'any 1616, on ella morí, però el seu fill, Thomas, sobrevisqué. John Rolfe tornà a Amèrica.

## Posterioritat
El 1619 Rolfe es casà amb Jane Pierce, filla del Capità William Pierce i de Jane Eeles. Tingueren una filla, Elizabeth, el 1620.
Rolfe morí l'any 1622 quan la seva plantació de tabac va ser destrossada per l'atac dels amerindis.
El seu fill Thomas tornà a Virgínia el 1635 i es casà amb Jane Poythress.
Thomas Rolfe i la seva esposa tingueren una criatura, Jane, qui es casà amb Robert Bolling el 1675. Ella morí el 1676 deixant un fill, John, nascut el mateix any.
La varietat de tabac cultivada per Rolfe va ser molt important com a conreu d'exportació de la Colònia de Virgínia durant moltes generacions i encara ho és actualment.
Rolfe (Iowa), al comtat de Pocahontas, Iowa rep aquest nom en honor de Rolfe.